# شهرستان پپین (ویسکانسین)
شهرستان پپین، ویسکانسین (به انگلیسی: Pepin County, Wisconsin) یک سکونتگاه مسکونی در ایالات متحده آمریکا است که در ویسکانسین واقع شده‌است.

## خصوصیات
شهرستان پپین ۶۴۴٫۹۱ کیلومترمربع مساحت دارد.

## نگارخانه

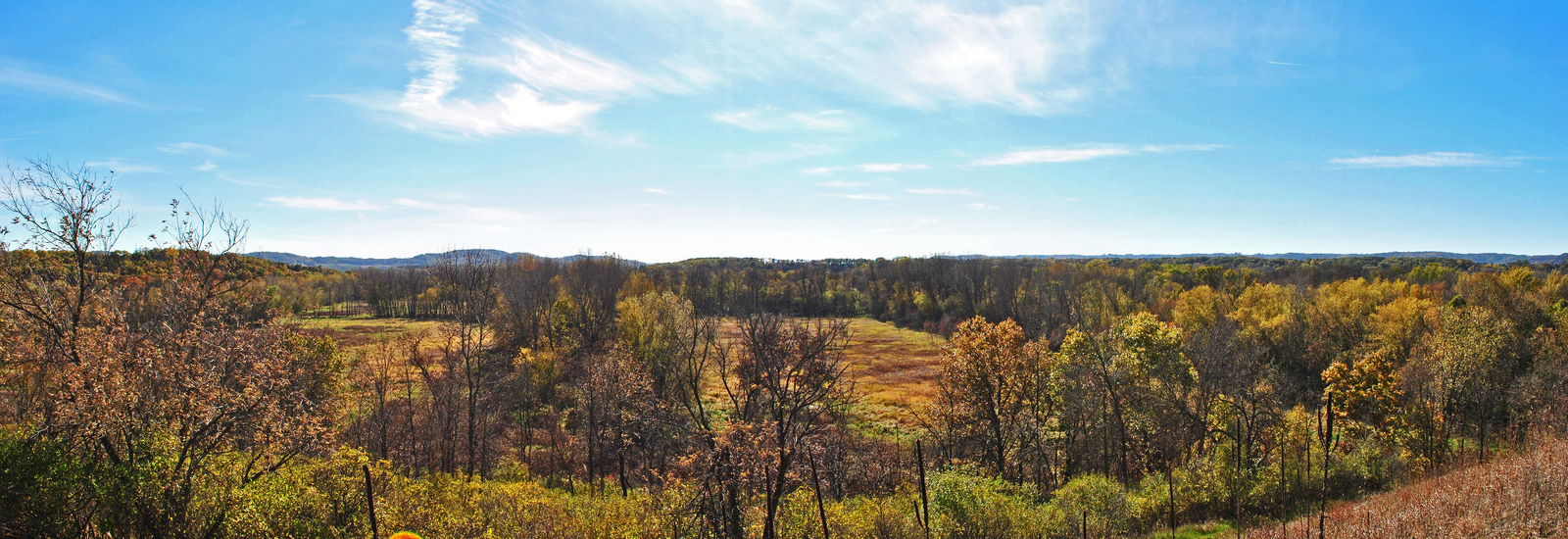